# Bindeballe Station
Bindeballe Station var holdeplads på Vejle-Vandel-Grindsted Jernbane, der blev åbnet til Vandel i 1897, forlænget til Grindsted i 1914 og nedlagt i 1957. Den ligger i Randbøl Sogn 2 km syd for landsbyen Bindeballe og 4 km syd for Randbøldal. Adressen er Bindeballevej 101, 7183 Randbøl.

## Beliggenhed
Bindeballe holdeplads blev placeret efter en lang stigning der førte banen fra ådalen ved Lihmskov op til Randbøl Hede på det sted, hvor vejen fra Spjarup til Bindeballe skar jernbanen. Terrænet var ret kuperet (stationen kom til at ligge det eneste sted med jævnt terræn), gammel hede (som efterhånden blev tilplantet med nåleskov) og uden nogen samlet bebyggelse eller fabriksvirksomhed i nogen rimelig afstand fra stationen. Langt senere blev der dog oprettet flere dambrug i nærheden af stationen.

## Beskrivelse
Stationsbygningen er meget enkel, bestående af to bygninger. Hovedbygningen i 1½ etage er opført af røde mursten. Taget er et heltag parallelt med banen kun gennembrudt af en skorsten på tagryggen midt på bygningen. Symmetri er ellers ikke tilstræbt. Bygningen havde to indgange, en i gavlen og en ud mod perronen. Over døren i gavlen et lille halvtag. Døren ud mod perronen er en 1½-dobbeltdør. Begge døre har et enkelt trin foran. I den ene gavl to små vinduer under tagryggen, ellers vinduer i stueetagen. Stationens navneskilt sidder omtrent midt for ud mod perronen.
Bindeballe Holdeplads var indrettet med med et 160 m langt omløbsspor.

## Trafik
Trafikken fra holdepladsen var beskeden og bestod af blandt andet kunstgødning, tørv, fiskefoder og grangrønt.
Nogen egentlig byudvikling skete ikke i tilknytning til stationen.
Den 2. maj 1944 stødte to tog sammen på stationen. En hurtig indsats fra personalets side forhindrede en katastrofe.

## Museum
Stationsbygningen er i dag indrettet som et lille museum for Vandelbanen. Billetkontor og ventesal er rekonstrueret med originale effekter. Udenfor stationen er der stadig skinner, hvor der er henstillet flere gamle jernbanevogne. Området fungerer som primitiv teltplads med adgang til toilet, et simpelt køkken og opholdsrum i stationsbygningen. Museet er en del af VejleMuseerne.

## Bindeballestien
Ved stationen starter Bindeballestien, der fra Spjarupvej/Slotsbjergvej stort set følger banetracéet helt til Vejle. 
Over for stationen ligger Bindeballe Købmandsgård, der også stammer fra 1897 og nu er museumsbutik med nye og ældre købmandsvarer, bl.a. gammeldags brændevin fremstillet til butikken.
- Bindeballe station med cykler, borde og bænke
- Bindeballe station fra sporsiden
- Triangel motorvogn ved stationen
- Bindeballe købmandsgård
- Benzintank, Bindeballe købmandsgård
- Interiør fra Bindeballe købmandsgård